# Neuhardenberg
Neuhardenberg (pol. hist. Kwilica) – miejscowość i gmina w Niemczech, w kraju związkowym Brandenburgia, w powiecie Märkisch-Oderland, wchodzi w skład związku gmin Amt Seelow-Land. Do 31 grudnia 2021 siedziba związku gmin Amt Neuhardenberg. W roku 2008 liczyła 2771 mieszkańców.

## Historia
W czasie II wojny światowej Niemcy utworzyli w miejscowości dwa podobozy pracy przymusowej obozu jenieckiego Stalag III C.

## Współpraca
Miejscowość partnerska:
- Hamminkeln, Nadrenia Północna-Westfalia